# Hot Butter
Hot Butter war eine 1971 gegründete US-amerikanische Synthesizer-Band, die mit dem Instrumentalstück Popcorn einen internationalen Hit hatte.

## Hintergrund
Der Komponist und Bandleader Gershon Kingsley war Mitte der 1960er einer der ersten, die mit dem Moog-Synthesizer experimentierten und die elektronischen Klänge für ihre Kompositionen nutzten. Mit dem First Moog Quartet trat er mit dieser Musik in den USA auf. Sein 1969 erschienenes Album Music to Moog By enthielt das Stück Pop Corn, das bei ihren Auftritten häufig als Zugabe diente.
Anfang 1972 entdeckte Denny Jordan, Manager des Labels Musicor, das Lied und wollte es für das Label veröffentlichen. Er stellte eine Band mit dem passend gewählten Namen Hot Butter zusammen (Popcorn wird oft auch mit heißer Butter zubereitet). Stan Free, der schon Mitglied des First Moog Quartets gewesen war, spielte bei der Aufnahme den Synthesizer. Free war ein erfolgreicher Session-Keyboarder und -Pianist, der für Interpreten wie Paul Simon, John Denver und die Monkees gespielt hatte und häufig für Film und Fernsehen engagiert wurde. Dazu kamen John Abbot, die Brüder Steve und Bill Jerome, Dave Mullaney und Tony Rodriguez. Jordan und Richard Talmadge, Sohn des Labelgründers Arthur Talmadge, sowie die Brüder Jerome produzierten die Aufnahme.
Im Sommer 1972 wurde man in Frankreich erstmals auf das Stück aufmerksam. Im Juli stand es auf Platz 1 der Hitparade und wurde einer der größten Hits des Jahres. Von da verbreitete sich das Lied schnell weltweit. In vielen Ländern stand es zum Teil wochenlang an der Spitze der Charts, zum Beispiel in Australien acht und in der Schweiz zehn Wochen. In Deutschland, Norwegen und den Niederlanden war das Lied ebenfalls ein Nummer-eins-Hit, in Österreich, wo es erst 1973 wieder offizielle Charts gab, war es auf Platz 2 der meistverkauften Lieder des Jahres.
Als sich der Erfolg abzeichnete, nahmen Hot Butter ein ganzes Album vorwiegend mit Coverversionen wie Telstar und Amazing Grace in Synthesizerfassung auf. Das nach der Band benannte Album konnte noch von dem ersten Hit profitieren. Ihre zweite Single Apache konnte sich aber nur noch in Deutschland, wo Anfang der 60er Jahre die Gitarrenversionen von den Shadows und Jørgen Ingmann bereits Top-10-Hits gewesen waren, in den Charts platzieren. Es folgte ein zweites Album mit dem Titel More Hot Butter mit weiteren Coverversionen, aber die ausgekoppelten Singles mit Tequila von den Champs und Percolator von Ernie Freeman brachten sie nicht mehr in die Charts zurück. Die Band bestand zwar noch einige Zeit weiter, löste sich aber schließlich aufgrund des ausbleibenden Erfolgs auf.

## Diskografie

### Alben
- 1972: Popcorn
- 1973: More Hot Butter

### Kompilationen
- 1973: Dan Lacksman Association, Hot Butter – Moog Sounds – Twin Deluxe (2xLP, Comp)
- 1977: Popcorn (LP, Comp) Label: Intercord, Springboard INT 128.623
- 1977: Popcorn (LP, Comp) Label: Music For Pleasure 4M024 60347
- 2000: Popcorn (CD, Comp) Label: Essential ESM CD 907Studio Nagran Dzwiekowych Janusz Kulas 430

### Singles & EP
- 1972: Popcorn / At The Movies
- 1972: Apache / Hot Butter (Mozart: Sinfonie Nr. 40)
- 1972: Tequila / Tomatoes
- 1973: Percolator / Tristana
- 1973: Slag Solution / Kappa Maki
- 1975: Getting Off / Getting On
- 1977: You Should Be Dancing / Can You Dig It
- 1981: The Isley Brothers / Hot Butter – Twist And Shout / Pop-Corn (7″, Single)
- 1981: Hot Butter / Buzz Clifford – Popcorn / Baby Sittin’ Boogie (7″)
- 1985: Hot Butter, The Peppers – Popcorn / Pepper Box (7″, Single)
- 1992: Biochip C. / Hot Butter – Popcorn (CD, Maxi)
- Unknown: Luther Ingram / Hot Butter – (If Loving You Is Wrong) I Don't Want To Be Right / Popcorn (7″, Single)

### Miscellaneous
- 1972: Hot Butter / Nilson* – Prażona Kukurydza / Orzech Kokosowy Label: Przedsiębiorstwo Wydawniczo-Poligraficzne „Ruch“
- Unknown: Terry Dactyl And The Dinosaurs / Hot Butter – Seaside Shuffle / Popcorn (Flexi, Shape, S/Sided, Mono, Card, Pic) Label: Studio Nagran Dzwiekowych Janusz Kulas 430Studio Nagran Dzwiekowych Janusz Kulas 430